# Barbara Prammer
Barbara Prammer (ur. 11 stycznia 1954 w Ottnang am Hausruck, zm. 2 sierpnia 2014 w Wiedniu) – austriacka polityk, działaczka Socjaldemokratycznej Partii Austrii (SPÖ), parlamentarzystka i minister, od 2006 do śmierci przewodnicząca Rady Narodowej.

## Życiorys
Od 1968 do 1973 uczęszczała do Handelsakademie Vöcklabruck. W latach 1978–1986 studiowała socjologię na Universität Linz. W latach 1973–1978 pracowała w radzie miejskiej Ottnang am Hausruck. W latach 1986–1989 była zatrudniona jako pedagog socjalny w centrum szkolenia zawodowego i rehabilitacji w Linzu. W 1989 została doradcą kobiet ds. rynku pracy w Górnej Austrii.
W latach 1991–1995 była deputowaną do landtagu Górnej Austrii z ramienia Socjaldemokratycznej Partii Austrii, pełniąc funkcję wiceprzewodniczącej regionalnego parlamentu. W latach 1995–1997 wchodziła w skład rządu Górnej Austrii. Zajmowała liczne stanowiska w strukturach SPÖ. W 1991 została wiceprzewodniczącą partii w Górnej Austrii. W 1995 objęła funkcję wiceprzewodniczącej SPÖ. W 1997 została przewodniczącą partyjnej organizacji kobiecej.
Od 28 stycznia 1997 do 25 lutego 1997 zajmowała stanowisko ministra bez teki w rządzie kanclerza Viktora Klimy. Następnie od 26 lutego 1997 do 4 lutego 2000 pełniła w jego gabinecie funkcję ministra ds. kobiet i ochrony konsumentów. W 1999 po raz pierwszy zasiadła w Radzie Narodowej. Z powodzeniem ubiegała się o poselską reelekcję w wyborach w 2002, 2006, 2008 i 2013.
16 czerwca 2004 Barbara Prammer została wiceprzewodniczącą Rady Narodowej. 30 października 2006 objęła stanowisko jej przewodniczącej. 28 października 2008 uzyskała reelekcję na tym stanowisku. Również po wyborach w 2013 powierzono jej tę funkcję.
Barbara Prammer była zamężna, miała dwoje dzieci: Bertrama i Julię. Zmarła 2 sierpnia 2014 na raka trzustki.